# Freddie Velázquez
Federico Antonio Velázquez Velázquez (Santo Domingo, 6 de diciembre de 1937-Villa Altagracia, 21 de mayo de 2019) fue un receptor dominicano que jugó en las Grandes Ligas de Béisbol. 

## Biografía
Fue  firmado por los Gigantes de San Francisco como amateur en 1958, y posteriormente reclutado por los Seattle Pilots desde los Padres de San Diego en  el 1968 en el 5.º draft del 2 de diciembre de ese año. Jugó para Seattle Pilots (1969) y para los Bravos de Atlanta (1973).
Velázquez apareció en un total de 21 juegos en Grandes Ligas, y fue titular en ocho de sus 16 apariciones como receptor. Defensivamente, realizó con éxito 66 de los 67 juegos defensivos en la receptoría para un porcentaje de fildeo de.985. En el plato bateó.256 con cinco carreras impulsadas.
Los highlights de su carrera incluye batearle dos dobles al Salón de la Fama Catfish Hunter el 26 de abril de 1969, e irse de 3-2 en contra del otro Salón de la Fama, Steve Carlton el 22 de julio de 1973. Además, fue inmortalizado en el libro Ball Four.
En la Liga Dominicana jugó para los Leones del Escogido. Fue inmortalizado en el Pabellón de la Fama del Deporte Dominicano en 1993.
Falleció en el municipio de Villa Altagracia a los 81 años de edad.